# أندرو تومسون (سياسي كندي)
أندرو تومسون هو سياسي كندي، ولد في 16 يوليو 1967. حزبياً، نشط في Saskatchewan New Democratic Party ‏. وقد انتخب عضو المجلس التشريعي من ساسكاتشوان.